# Mili Alexejewitsch Balakirew

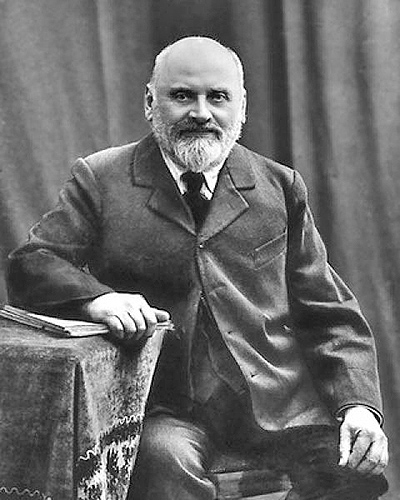
Mili Alexejewitsch Balakirew

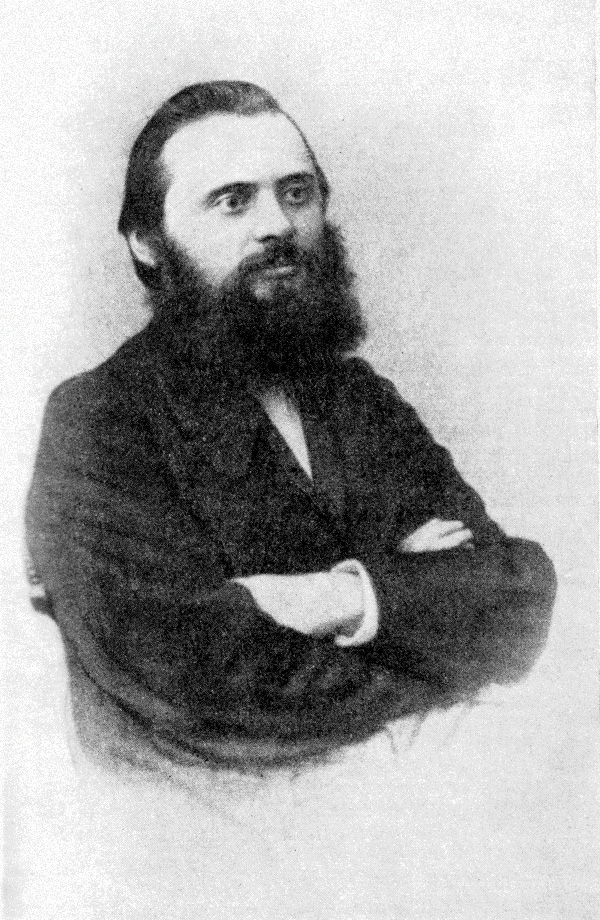
Balakirew auf einem Porträt aus den 1860ern

Mili Alexejewitsch Balakirew (russisch Ми́лий Алексе́евич Бала́кирев, Transliteration Milij Alekseevič Balakirev; auch Mily Balakirev; * 21. Dezember 1836jul. / 2. Januar 1837greg. in Nischni Nowgorod; † 16. Maijul. / 29. Mai 1910greg. in Sankt Petersburg) war ein russischer Komponist, Pianist und Dirigent.

## Leben
Balakirew, der Sohn eines Beamten und einer Pianistin, erhielt den ersten Klavierunterricht von seiner Mutter. Durch seinen Lehrer Karl Karlowitsch Eisrich (Sohn Carl Eisrichs) machte er um 1850 die Bekanntschaft mit dem musikinteressierten Gutsherren Alexander Ulybyschew, der ihn als Pianisten und Dirigenten engagierte. 1853 besuchte er zusammen mit seinem Freund, dem späteren Schriftsteller Pjotr Boborykin, die Universität Kasan als nicht immatrikulierter Mathematikstudent, machte sich in Kasan einen Namen als Pianist und erteilte einige Klavierstunden. 1855 nahm Ulybyschew ihn mit nach St. Petersburg, wo Balakirew mit Michail Glinka in Kontakt trat und sich für dessen Vision einer nationalen russischen Musik begeistern konnte. Glinkas Fürsprache öffnete Balakirew weitere Kreise des Petersburger Musiklebens, sodass er in den folgenden Jahren die späteren Mitglieder des so genannten Mächtigen Häufleins kennenlernen konnte. Nachdem er sich gegen Ende des Jahres 1862 Alexander Borodin angeschlossen hatte, war die Bildung der Gruppe der Fünf abgeschlossen. Balakirew nahm hierbei die Funktion eines Lehrers und Mentors ein und beaufsichtigte seine kompositionstechnisch unerfahrenen Freunde, indem er ihnen Anweisungen zum Schreiben von Sinfonien gab. Im selben Jahr gründete er die Musikalische Freischule als konkurrierende Institution zum Sankt Petersburger Konservatorium. An der Freischule wurde er Assistent des Direktors Gawriil Lomakin. Daneben unternahm er in den 1860er Jahren einige Reisen durch den Kaukasus und die Wolgaregion, um Volkslieder zu sammeln. Von 1867 bis 1869 leitete er die Konzerte der Russischen Musikgesellschaft als Nachfolger von Anton Rubinstein.
Bedingt durch mangelnde öffentliche Anerkennung und die zunehmende Emanzipation seiner Schüler, geriet Balakirew etwa 1870 in eine tiefe Sinnkrise, die sich unter anderem in religiösem Fanatismus äußerte. Außerdem hörte er auf zu konzertieren und zu komponieren, gab 1873 die Leitung der Musikalischen Freischule an Rimski-Korsakow ab und nahm eine Stelle als Eisenbahnbeamter an. Erst 1876 wandte er sich wieder der Musik zu. 1881 wurde er mit der Herausgabe der neu harmonisierten russisch-orthodoxen Liturgie beauftragt und übernahm im selben Jahr wieder die Leitung der Musikalischen Freischule, die er bis 1908 innehatte. Zwei Jahre später wurde er außerdem Dirigent der Hofsängerkapelle, was er bis 1894 blieb. In diesem Jahr hatte er seinen letzten öffentlichen Auftritt als Pianist in Żelazowa Wola, dem Geburtsort von Chopin, anlässlich der Einweihung eines Denkmals für den polnischen Komponisten neben Frédéric Chopins Geburtshaus. Eine Pension von 3000 Rubeln jährlich von der Hofsängerkapelle ermöglichte Balakirew ein weitgehend sorgenfreies Leben. In seinen letzten Lebensjahren war er kompositorisch sehr produktiv und vollendete einige Werke, die er zum Teil vor mehreren Jahrzehnten begonnen hatte.
Sein Grab befindet sich auf dem Tichwiner Friedhof am Alexander-Newski-Kloster in Sankt Petersburg. Ihm zu Ehren benannte die Akademie der Wissenschaften der Sowjetunion im Jahr 1987 den Balakirew-Gletscher in der Antarktis nach ihm.

## Tonsprache
Als ausgebildeter Pianist folgte Balakirew zunächst dem Vorbild Frédéric Chopins und komponierte brillante Salonstücke. Die Begegnung mit Michail Glinka sorgte aber für einen Sinneswandel. Er wandte sich von nun an der Schaffung eines original russischen Nationalstils zu, der sich unter anderem durch die Verwendung russischen Liedgutes und Tänzen auszeichnete. Dies brachte eine bis dahin ungekannte Verwendung von Kirchentonarten und ungewöhnlichen Harmonien mit sich. Daneben sticht eine Vorliebe für Orientalismen ins Auge, insbesondere für Melodien aus dem Kaukasus. Außerdem orientierte er sich an Franz Liszt, dessen Einfluss aber weniger stilistisch als vielmehr in der Formgebung, das heißt in der Gattungswahl, in der Verarbeitung von Themen und im Klaviersatz, erkennbar ist. So entwickelte Balakirew, ausgehend von Michail Glinka, eine zutiefst russische Musik, die sich selbst im Gegensatz zu der westlichen (und besonders italienischen) Musik sah. Durch seine Eigenschaft als Leitfigur des „Mächtigen Häufleins“ konnte Balakirew seine Ideale an andere Komponisten weitergeben, mit denen er die russische Musik entscheidend prägen sollte. Problematisch an seiner Lehrtätigkeit war vor allem der Verzicht auf technische Übungen und Musiktheorie. Balakirew hatte selbst nie Kompositionsunterricht erhalten, sondern sich seine Kenntnisse durch Partiturlesen etc. angeeignet. Er glaubte ohnehin, dass technische Übungen der Inspiration hinderlich seien und die Musik „verwestlichen“ würden. Seinen Schülern jedoch bereitete der Mangel an technischer Fertigkeit teilweise nicht unerhebliche Probleme.

## Bedeutung
Balakirew hat eine große Bedeutung als Begründer einer ganzen Epoche. Der Komponist Balakirew ist heute kaum mehr in den Konzertsälen vertreten, obwohl seine Werke große Originalität und auch eine gute Technik aufweisen. Der Grund für diese Vernachlässigung ist historisch zu sehen: Balakirew wandte sich in den 1860er Jahren überwiegend der Förderung seiner Mitstreiter zu, komponierte aber selbst nur wenig und ließ seine Kompositionen meistens unvollendet liegen. In den folgenden Jahren geriet er in die oben genannte Krise, und erst ab den 1880er Jahren komponierte er wieder. Nun befasste er sich wieder mit seinen unvollständigen Werken, doch sein Stil veränderte sich nicht. Von daher waren seine Werke, die nun erst vollendet und aufgeführt wurden, nicht mehr auf der Höhe ihrer Zeit. Hätte Balakirew sie bereits in den 1860er Jahren aufgeführt, wären sie als revolutionäre Pioniertaten in die Geschichte eingegangen. So aber blieb ihm nur das Los des zu spät Gekommenen. Die meisten seiner durchaus bemerkenswerten Kompositionen sind daher bis heute kaum beachtet geblieben.
Eine zu seinen populärsten und meistgespielten zählende Komposition ist heute die Klavierfantasie Islamej, die dem Konzertpianisten überaus virtuose Geschicklichkeit abverlangt, gar als eines der technisch anspruchsvollsten Klavierstücke überhaupt gilt. Auch existieren von dieser Komposition Transkriptionen für Orchester (unter anderem von Sergei Ljapunow).

## Werke
- Orchesterwerke
  - Symphonie Nr. 1 C-Dur (1864–66, 1893–97)
  - Symphonie Nr. 2 d-Moll (1900–08)
  - Suite h-Moll (1901–08, vollendet von Sergei Ljapunow)
  - Ouvertüre über ein spanisches Marschthema op. 6 (1857, rev. 1886)
  - Russland (russisch Русь[A 1]), Sinfonische Dichtung (1862–64 unter dem Titel 1000 Jahre, rev. als Russland 1884)
  - In Böhmen, Ouvertüre (1866/67)
  - Tamara, Sinfonische Dichtung (1867–82)
  - Klavierkonzert Nr. 1 fis-Moll op. 1 (1855/56)
  - Klavierkonzert Nr. 2 Es-Dur (1861/62, 1909/10, vollendet von Sergei Ljapunow)
  - Grande fantaisie über russische Volksliedthemen für Klavier und Orchester Des-Dur op. 4 (1852)
- Schauspielmusik
  - König Lear, Musik zu Shakespeares Tragödie (1857–61, rev. 1902–05)
- Vokalmusik
  - Kantate zur Enthüllung des Glinka-Denkmals in Petersburg für Sopran, Chor und Orchester (1902–04)
  - Chöre
  - Lieder
  - Volksliedbearbeitungen
- Klavier- und Kammermusik[2]
  - Sonate b-Moll op. 5 (1855/56)
  - Sonate b-Moll (1900–05)
  - Islamej, orientalische Fantasie (1869, rev. 1902)
  - Toccata cis-Moll (1902)
  - 7 Mazurken
  - 7 Walzer
  - Nocturnes, Scherzi und andere Stücke
  - Oktett für Flöte, Oboe, Horn, Violine, Viola, Violoncello, Kontrabass und Klavier c-Moll op. 3 (1850–56)
  - Romanze E-Dur für Violoncello und Klavier (1856)